# 八哥洗澡
八哥洗澡是一首中國民族打擊樂合奏曲，最早是源自於湖南土家族的傳統打擊音樂打溜子中的同名曲牌，其後許多民族器樂家如孟小亮、黃傳瞬等人，分別將之改編為民樂合奏曲，並將原本的曲式音樂結構，改採用分標題的多段體結構。
音樂內容是以各種打擊樂器的特殊音色及音效，來模仿描繪八哥到水塘邊洗澡時，啄水、拍翅、抖動羽毛的形態和聲音。